# Theo Devaney
Theo Devaney (* 25. August 1984 in London) ist ein britischer Schauspieler und Sprecher.

## Leben
Devaney wurde in London geboren und absolvierte 2005 eine dreijährige Schauspielausbildung an der Oxford School of Drama. Nach seiner Ausbildung sprach bis 2012 häufig in Videospielen. 2014 hatte eine kleine Rolle in einer Folge der Serie Psych. 2014 hatte er eine kleine Nebenrolle im Film Nachts im Museum: Das geheimnisvolle Grabmal. 2017 spielte er im Netflix-Film A Christmas Prince die Rolle des Grafen Simon. Auch in den beiden Fortsetzungen spielte er mit.
Er ist seit 2018 mit Kimaya Vyas verheiratet und lebt derzeit in Kalifornien. 

## Filmografie (Auswahl)
- 2009: Doctors (Fernsehserie, 1 Folge)
- 2012: Aircrash Confidential (Fernsehserie, 1 Folge)
- 2014: Psych (Fernsehserie, 1 Folge)
- 2014, 2017: Supernatural (Fernsehserie, 2 Folgen)
- 2014: Nachts im Museum: Das geheimnisvolle Grabmal (Night at the Museum: Secret of the Tomb)
- 2017: A Christmas Prince
- 2018: A Christmas Prince: The Royal Wedding
- 2019: Once Upon a Time in London
- 2019: Emmerdale (Fernsehserie, 3 Folgen)
- 2019: A Christmas Prince: The Royal Baby

## Videospiele (Auswahl)
- 2008: Age of Conan – Hyborian Adventures
- 2009: Dragon Age: Origins
- 2010: James Bond 007: Blood Stone
- 2011: The Witcher 2: Assassins of Kings (Wiedźmin 2: Zabójcy Królów)
- 2011: Warhammer 40.000: Space Marine (Warhammer 40,000: Space Marine)
- 2012: Assassin’s Creed III
- 2016: Battlefleet Gothic: Armada